# Gearing (lớp tàu khu trục)
Lớp tàu khu trục Gearing bao gồm 98 tàu khu trục được Hải quân Hoa Kỳ trong và ngay sau Chiến tranh Thế giới thứ hai. Lớp Gearing có những cải tiến nhỏ so với lớp Allen M. Sumner dẫn trước, khi lườn tàu được kéo dài thêm 14 ft (4,3 m) phía giữa tàu, giúp chúng có thêm khoảng trống chứa nhiên liệu, và do đó tăng thêm tầm xa hoạt động. Những chiếc Gearing đầu tiên chỉ sẵn sàng hoạt động vào giữa năm 1945, nên chúng chỉ có một ít phục vụ trong Thế Chiến II, nhưng đã tiếp tục phục vụ qua một loạt các nâng cấp cho đến thập niên 1970. Đến lúc đó, nhiều chiếc đã được bán cho các nước khác, nơi chúng tiếp tục hoạt động thêm nhiều năm nữa.
Chín chiếc lớp Gearing hiện vẫn còn tồn tại. ARM Netzahualcóyotl (nguyên là Steinaker) phục vụ cùng Hải quân Mexico cho đến năm 2014, và sẽ bị đánh chìm như một bãi san hô nhân tạo; ROCS Chien Yang (nguyên là James E. Kyes) và ROCS Sheng Yang (nguyên là Power) đang bị bỏ không tại Cao Hùng, Đài Loan cho đến tháng 4 năm 2012. Sáu chiếc khác hiện đang là những tàu bảo tàng: TCG Gayret (nguyên là Eversole) tại Izmit, Thổ Nhĩ Kỳ; ROKS Jeong Buk (nguyên là Everett F. Larson) gần Gangneung, Nam Triều Tiên; ROCS Te Yang (nguyên là Sarsfield) tại Đài Nam, Đài Loan; USS Joseph P. Kennedy Jr. tại Fall River, Massachusetts; ROKS Jeong Ju (nguyên là Rogers) gần Cheonan, Nam Triều Tiên; và USS Orleck tại Lake Charles, Louisiana. ROKS Kang Won (nguyên là William R. Rush), từng là một tàu bảo tàng gần Busan, Nam Triều Tiên, đã bị tháo dỡ vào tháng 12 năm 2016.

## Mua sắm và chế tạo
31 chiếc được chấp thuận chế tạo vào ngày 9 tháng 7 năm 1942:
- DD-710 đến DD-721 được giao cho Federal Shipbuilding, Kearny.
- DD-742 đến DD-743 được giao cho Bath Iron Works, Bath, Maine.
- DD-763 đến DD-769 được giao cho Bethlehem Steel, San Francisco.
- DD-782 đến DD-791 được giao cho Todd Pacific Shipyards, Seattle.

4 chiếc được chấp thuận chế tạo vào ngày 13 tháng 5 năm 1942:
- DD-805 đến DD-808 được giao cho Bath Iron Works, Bath, Maine.

3 chiếc được chấp thuận chế tạo vào ngày 27 tháng 3 năm 1943 theo Đạo luật Vinson–Trammell:
- DD-809 đến DD-811 được giao cho Bath Iron Works, Bath, Maine. (bị hủy bỏ sau đó)

114 chiếc được chấp thuận chế tạo vào ngày 19 tháng 7 năm 1943 theo Đạo luật Mở rộng 70%:
- DD-812 được giao cho Bath Iron Works, Bath, Maine. (bị hủy bỏ sau đó)
- DD-813 đến DD-814 được giao cho Bethlehem Steel, Staten Island. (bị hủy bỏ sau đó)
- DD-815 đến DD-825 được giao cho Consolidated Steel, Orange. (815 and 816 bị hủy bỏ sau đó)
- DD-826 đến DD-849 được giao cho Bath Iron Works, Bath, Maine.
- DD-850 đến DD-853 được giao cho Bethlehem Steel, Fore River Shipyard, Quincy.
- DD-854 đến DD-856 được giao cho Bethlehem Steel, Staten Island. (bị hủy bỏ sau đó)
- DD-858 đến DD-861 được giao cho Bethlehem Steel, San Pedro.
- DD-862 đến DD-872 được giao cho Bethlehem Steel, Staten Island.
- DD-873 đến DD-890 được giao cho Consolidated Steel, Orange.
- DD-891 đến DD-893 được giao cho Federal Shipbuilding, Kearny. (bị hủy bỏ sau đó)
- DD-894 đến DD-895 được giao cho Consolidated Steel, Orange. (bị hủy bỏ sau đó)
- DD-896 đến DD-904 được giao cho Bath Iron Works, Bath, Maine. (bị hủy bỏ sau đó)
- DD-905 đến DD-908 được giao cho Xưởng hải quân Boston. (bị hủy bỏ sau đó)
- DD-909 đến DD-916 được giao cho Bethlehem Steel, Staten Island. (bị hủy bỏ sau đó)
- DD-917 đến DD-924 được giao cho Consolidated Steel, Orange. (bị hủy bỏ sau đó)
- DD-925 đến DD-926 được giao cho Xưởng hải quân Charleston. (bị hủy bỏ sau đó)

(Trong số những số hiệu lườn bị thiếu trong loạt này, 722 đến 741, 744 đến 762, 770 đến 781 và 857 được dành để đặt hàng lớp Allen M. Sumner; còn 792 đến 804 được dành để đặt hàng lớp Fletcher)

### Những chiếc bị hủy bỏ
Vào tháng 5 năm 1945, đơn đặt hàng của 36 chiếc nêu trên bị hủy bỏ, và thêm 11 đơn đặt hàng khác bị hủy bỏ vào tháng 8 năm 1945. Sau khi Thế Chiến II kết thúc, thêm 7 chiếc khác bị hủy bỏ trong năm 1946: 
- Castle (DD-720) và Woodrow R. Thomson (DD-721), cặp cuối cùng trong số 12 chiếc do Federal Shipbuilding hạ thủy tại Kearny, bị hủy bỏ vào ngày 11 tháng 2 năm 1946. Chúng bị bán vào ngày 29 tháng 8 năm 1955 và bị tháo dỡ.
- Lansdale (DD-766) và Seymour D. Owens (DD-767), được Bethlehem hạ thủy tại San Francisco, bị hủy bỏ vào ngày 7 tháng 1 năm 1946. Mũi tàu của chúng được sử dụng để sửa chữa các tàu khu trục khác, phần còn lại bị tháo dỡ vào năm 1958-1959.
- Hoel (DD-768) và Abner Read (ii) (DD-769), được Bethlehem đóng tại San Francisco, bị hủy bỏ vào ngày 12 tháng 9 năm 1946 trước khi hạ thủy và được tháo dỡ trên ụ.
- Seaman (DD-791) do Todd Pacific Shipyards đóng tại Seattle; đã hoàn tất một phần. Được đưa về dự bị ngày 25 tháng 6 năm 1946, bị bán ngày 12 tháng 9 năm 1961 và bị tháo dỡ ngày 22 tháng 9 năm 1961.
- Bốn chiếc chưa đặt tên (DD-809 đến DD-812) được giao cho Bath Iron Works, năm chiếc khác (DD-813, DD-814, và DD-854 đến DD-856) được giao cho Bethlehem tại Staten Island, và thêm hai chiếc (DD-815 và DD-816) được giao cho Consolidated Steel Corporation tại Orange, tất cả bị hủy bỏ vào ngày 12 tháng 8 năm 1945. DD-815 dự định đặt tên Charles H. Roan (tên này được chuyển cho DD-853) và DD-816 dự định đặt tên Timmerman (tên này được chuyển cho DD-828).
- Thêm ba chiếc chưa đặt tên (DD-891 đến DD-893) được giao cho Federal Shipbuilding tại Kearney, bị hủy bỏ vào ngày 8 tháng 3 năm 1945.
- Thêm mười chiếc chưa đặt tên (DD-894, DD-895, và DD-917 đến DD-924) được giao cho Consolidated Steel Corporation tại Orange, và thêm bốn chiếc (DD-905 đến DD-908) được giao cho Xưởng hải quân Boston, cùng thêm hai chiếc (DD-925 và DD-926) được giao cho Xưởng hải quân Charleston, tất cả bị hủy bỏ vào ngày 27 tháng 3 năm 1945.
- Thêm chín chiếc chưa đặt tên (DD-896 đến DD-904) được giao cho Bath Iron Works, và tám chiếc khác (DD-909 đến DD-916) được giao cho Bethlehem tại Staten Island, tất cả bị hủy bỏ vào ngày 28 tháng 3 năm 1945.

## Thiết kế
Chiếc đầu tiên trong lớp được đặt lườn vào tháng 8 năm 1944, trong khi chiếc cuối cùng được hạ thủy vào tháng 4 năm 1946; trong giai đoạn này Hoa Kỳ đã đóng 98 chiếc tàu khu trục lớp Gearing. Chúng có những cải tiến nhỏ so với lớp Allen M. Sumner dẫn trước, vốn được đóng từ năm 1943 đến năm 1945. Khác biệt chính là lườn tàu lớp Gearing được kéo dài thêm 14 ft (4,3 m) phía giữa tàu, giúp chúng có thêm khoảng trống chứa nhiên liệu, và do đó tăng thêm tầm xa hoạt động, một đặc tính quan trọng trong các chiến dịch tại Mặt trận Thái Bình Dương. Quan trọng hơn về dài hạn, kích thước lớn hơn của Gearing giúp chúng dễ nâng cấp hơn những chiếc Allen M. Sumner, ví dụ như những cải biến thành kiểu tàu khu trục cột mốc radar (DDR) và tàu khu trục hộ tống (DDE) vào những năm 1950, và Chương trình Hồi sinh và Hiện đại hóa Hạm đội (FRAM) đầu những năm 1960.
Vào lúc thiết kế, lớp Gearing được trang bị vũ khí tương tự như của lớp Allen M. Sumner. Dàn hỏa lực chính bao gồm ba tháp pháo 5 inch (127 mm)/38 caliber Mark 38 nòng đôi đa dụng, được dẫn đường bởi hệ thống kiểm soát hỏa lực pháo Mark 37 cùng với radar điều khiển hỏa lực Mark 25, kết nối bởi máy tính kiểm soát hỏa lực Mark 1 và được ổn định bởi con quay hồi chuyển Mark 6 tốc độ 8.500 rpm. Hệ thống kiểm soát hỏa lực này cho phép có được hỏa lực chống hạm hay phòng không tầm xa hiệu quả. Nó cũng được trang bị hỏa lực phòng không gồm 12 khẩu pháo Bofors 40 mm trên hai bệ bốn nòng và hai bệ nòng đôi, cùng 11 khẩu pháo Oerlikon 20 mm trên các bệ nòng đơn. Thiết kế ban đầu giữ lại dàn vũ khi ngư lôi mạnh của lớp Allen M. Sumner, bao gồm 10 ống phóng ngư lôi 21 in (530 mm) bên hai bệ năm nòng, bắn ra kiểu ngư lôi Mark 15. Tuy nhiên, do mối đe dọa của không kích kiểu Kamikaze vào cuối Thế Chiến II, cũng như số lượng hạm tàu nổi ít ỏi còn lại của Hải quân Nhật, đa số những chiếc trong lớp tháo bỏ bệ ngư lôi năm nòng phía sau để tăng cường thêm một khẩu đội 40 mm bốn nòng, nâng tổng số nòng pháo 40 mm phòng không lên 16. Sau này, 26 chiếc (DD-742-745, 805-808, 829-835, và 873-883) được đặt hàng mà không có ống phóng ngư lôi để lấy chỗ cho thiết bị điện tử radar; chúng được xếp lại lớp như những tàu khu trục cột mốc radar (DDR) vào năm 1948.

### Nâng cấp 1946-1959

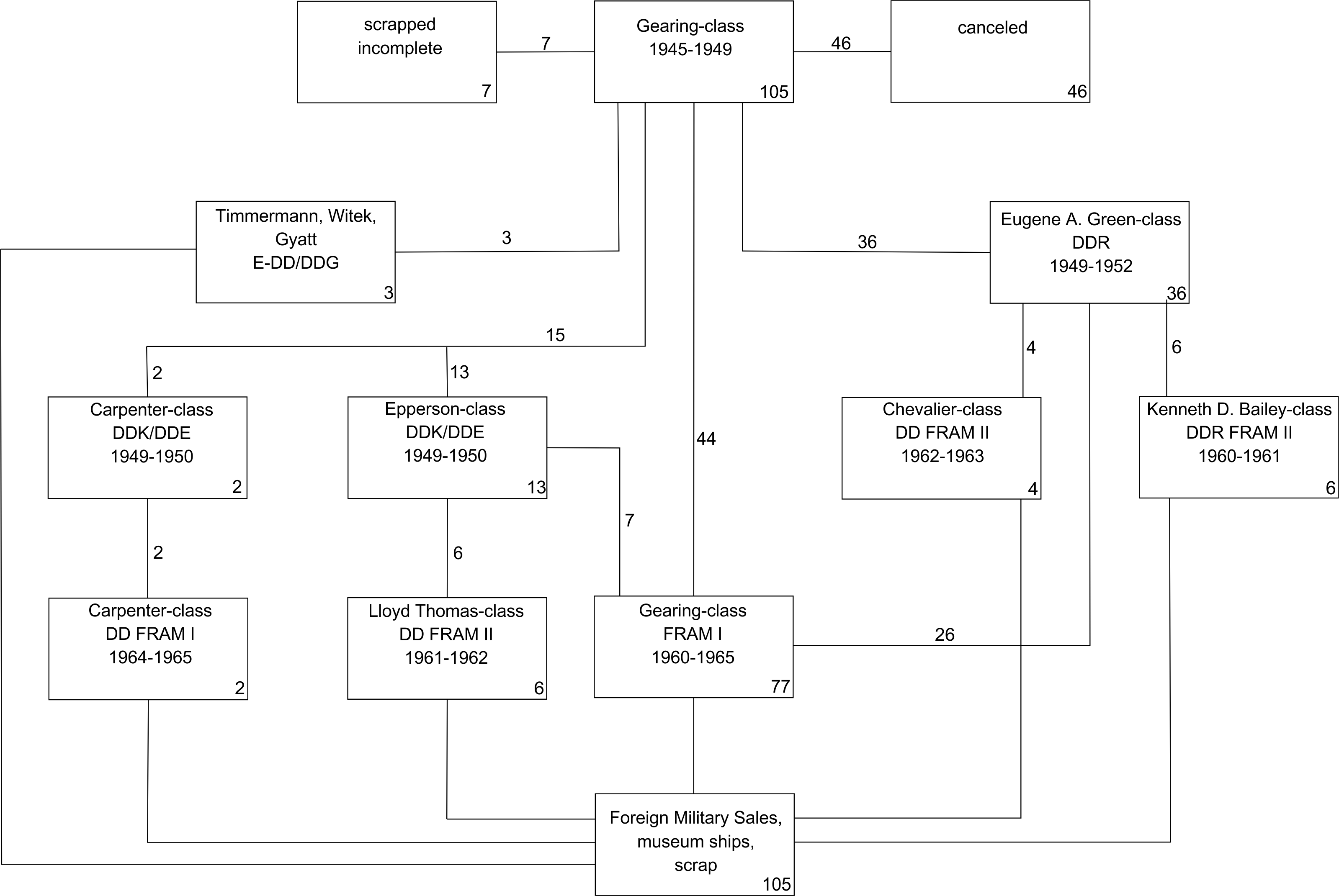
Sơ đồ trình bày sự phát triển của lớp Gearing.

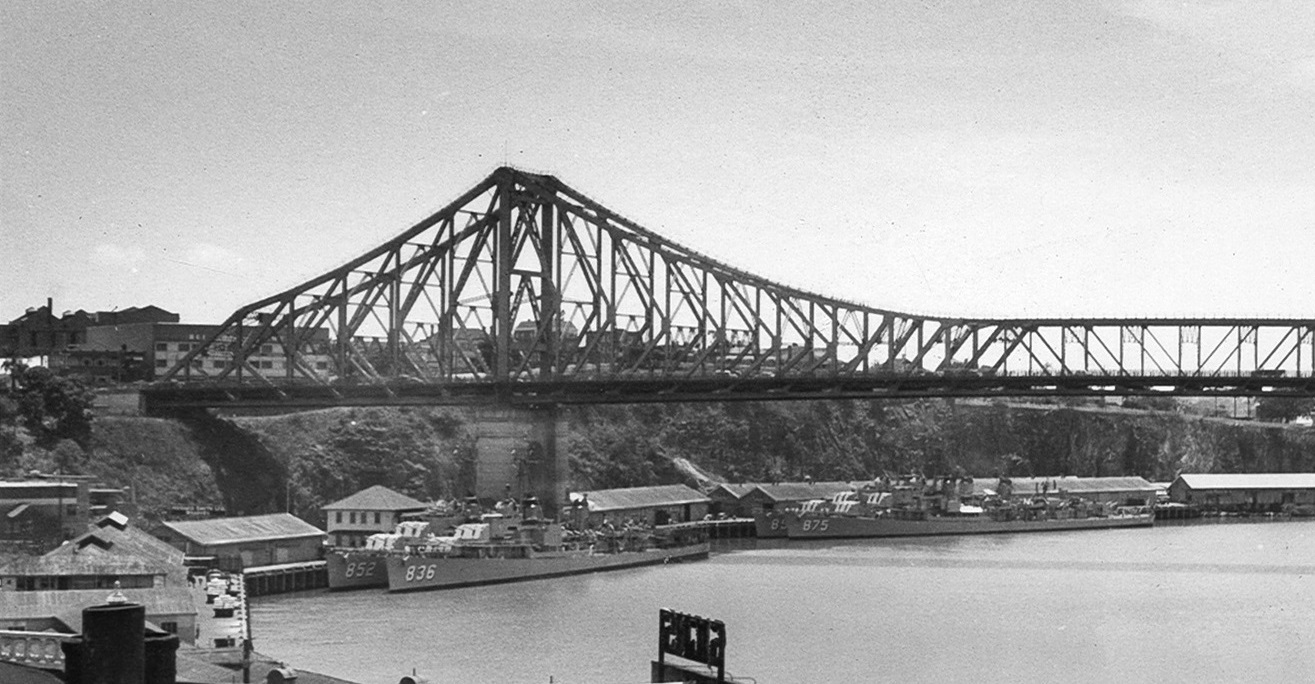
,, và bên dưới cầu Story, Brisbane, Australia vào tháng 1, 1958.

Sau Thế Chiến II, đa số những chiếc trong lớp được nâng cấp vũ khí phòng không và chống ngầm. Pháo phòng không 40 mm và 20 mm được thay bằng hai đến sáu khẩu pháo 3 inch (76 mm)/50 caliber bố trí tối đa trên hai bệ nòng độ và hai bệ nòng đơn. Một đường ray thả mìn sâu được tháo dỡ và hai súng cối chống tàu ngầm Hedgehog được trang bị; máy phóng mìn sâu K-gun được giữ lại. Vào đầu những năm 1950 có thêm chín chiếc được cải biến thành tàu khu trục cột mốc radar (DDR), nâng tổng số lên 35 chiếc; chúng thường chỉ có một tháp pháo 3-inch/50 caliber nòng đôi để tiết kiệm trọng lượng cho thiết bị radar, tương tự như những tàu cột mốc radar thời chiến. Chín chiếc được cải biến thành tàu khu trục hộ tống (DDE), nhấn mạnh đến khả năng chống ngầm. Carpenter là chiếc được cải biến thành tàu khu trục hộ tống triệt để nhất, có bốn khẩu pháo 3 inch/70 Mark 26 trên hai tháp pháo nòng đôi bọc kín, hai máy phóng vũ khí Alpha chống ngầm, bốn ống phóng ngư lôi 21-inch kiểu mới để phóng ngư lôi Mark 37 chống ngầm, và một đường ray thả mìn sâu.

### Nâng cấp FRAM I

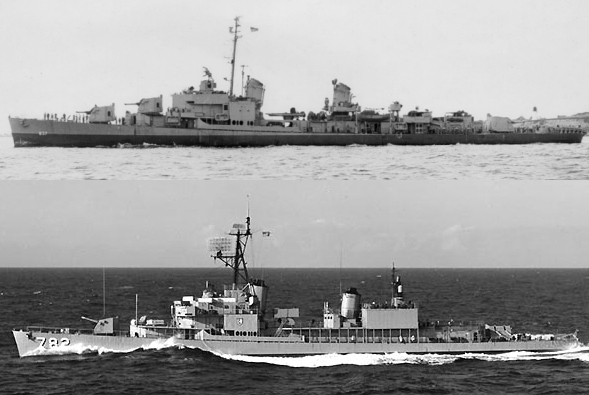
(trên) khi đưa vào hoạt động, và (dưới) sau nâng cấp FRAM I.

Vào cuối thập niên 1950 và đầu thập niên 1960, 78 chiếc lớp Gearing được nâng cấp rộng rãi trong Chương trình Hồi sinh và Hiện đại hóa Hạm đội (Fleet Rehabilitation and Modernization), hay còn gọi là FRAM I, nhằm cải biến chúng từ những tàu khu trục phòng không thành những tàu khu trục chống ngầm. FRAM I tháo dỡ mọi thiết bị DDR và DDE, và xếp lại lớp thành những tàu khu trục thông thường (DD). Việc nâng cấp FRAM I và FRAM II hoàn tất từ năm 1960 đến năm 1965, và cuối cùng mọi chiếc lớp Gearing, ngoại trừ ba chiếc, đều được cải biến FRAM I hoặc FRAM II.
Những nâng cấp của FRAM I bao gồm cải tạo cấu trúc thượng tầng và nâng cấp các thiết bị điện tử, radar, sonar và vũ khí. Tháp pháo 5-inch nòng đôi thứ hai cùng mọi pháo phòng không và thiết bị chống ngầm bị tháo dỡ. Chúng được nâng cấp các hệ thống sonar SQS-23, radar dò tìm mặt biển SPS-10, hai dàn phóng ống phóng ngư lôi Mark 32 chống ngầm ba nòng, một dàn phóng tên lửa chống ngầm RUR-5 ASROC (Anti-Submarine ROCket) tám nòng, và một máy bay trực thăng không người lái chống ngầm Gyrodyne QH-50 DASH với sàn đáp và hầm chứa dành riêng. Cả ống phóng Mark 32 lẫn ống phóng tên lửa ASROC đều có thể phóng kiểu ngư lôi Mark 44 chống ngầm; ngoài ra tên lửa ASROC còn có thể mang một mìn sâu mang đầu đạn hạt nhân. Vào ngày 11 tháng 5, 1962, tàu khu trục Agerholm đã phóng thử nghiệm thành công một tên lửa ASROC mang đầu đạn hạt nhân trong khuôn khổ cuộc thử nghiệm Swordfish.
Gyrodyne QH-50C DASH (Drone Anti-Submarine Helicopter) là một kiểu máy bay trực thăng]] không người lái chống ngầm được điều khiển từ tàu mẹ. Nó cũng có thể mang hai ngư lôi Mark 44 chống ngầm dẫn đường bằng sonar chủ động hay thụ động. Vào thời kỳ này tầm xa tối đa của tên lửa ASROC chỉ đạt được 5 hải lý (9,3 km), trong khi DASH cho phép triển khai tấn công chống tàu ngầm vào mục tiêu do sonar phát hiện ở tầm xa đến 22 hải lý (41 km). Tuy nhiên, DASH tỏ ra kém tin cậy khi hoạt động trên tàu, với trên một nữa trong tổng số 746 chiếc bị rơi xuống biển, có thể là do việc hỗ trợ bảo trì không thỏa đáng, vì DASH hoạt động trong những lĩnh vực khác ít gặp trục trặc. Cho đến năm 1970 DASH được rút khỏi phục vụ trên các tàu FRAM I, nhưng vào nữa đầu thập niên 1970 vẫn được giữ lại trên các tàu FRAM II do không có tên lửa ASROC. Một giới hạn của máy bay không người lái trong chống ngầm là đòi hỏi phải bắt lại mục tiêu khi nó ở bên ngoài tầm sonar hiệu quả của tàu mẹ. Điều này đã đưa đến việc chuyển sang chương trình LAMPS (Light Airborne Muliti-Purpose System) sử dụng máy bay trực thăng có người lái, mà lớp quá nhỏ để có thể chở theo.
QH-50D, một phiên bản nâng cấp của DASH, tiếp tục được Lục quân Hoa Kỳ sử dụng cho đến tháng 5, 2006.
Nâng cấp FRAM I được chia thành hai nhóm như sau:
- FRAM I "A" (tám chiếc được cải biến đầu tiên): Tháo dỡ tháp pháo 5 inch/38 caliber phía đuôi (bệ 53). Trang bị hai dàn súng cối chống tàu ngầm Hedgehog MK10/11 ở hai bên cầu tàu ở mức sàn trên, các ống phóng ngư lôi MK-32 ba nòng được bố trí phía sau ống khói số 2.
- FRAM I "B" (những chiếc còn lại): Giữ lại tháp pháo 5 inch trước mũi (bệ 51) và tháp pháo 5 inch phía đuôi (bệ 53); tháp pháo 5 inch thứ hai (bệ 52) được tháo dỡ thay bằng thiết bị nạp đạn tự động cho pháo 5-inch, và hai dàn ống phóng ngư lôi Mark 32 được bố trí tiếp theo sau. Nhóm này cũng có chỗ chứa tên lửa ASROC và ngư lôi rộng rãi hơn cạnh mạn trái của hầm chứa trực thăng DASH.[13][14]

### Nâng cấp FRAM II

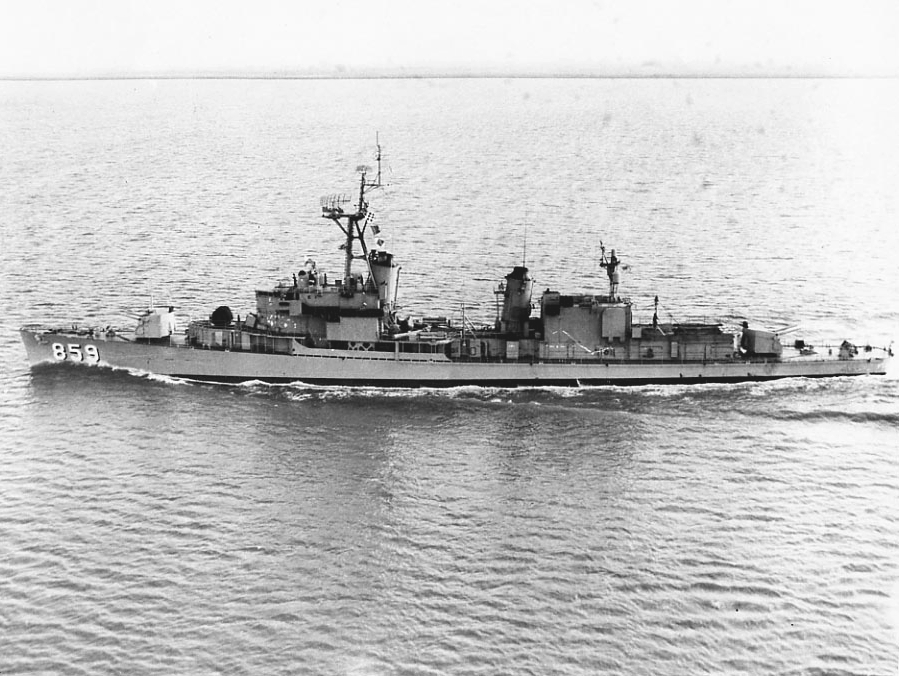
sau khi được nâng cấp FRAM II.

Chương trình FRAM II được thiết kế chủ yếu dành cho tàu khu trục lớp Allen M. Sumner, nhưng mười sáu chiếc lớp Gearing cũng đã được nâng cấp tương tự. Chương trình nâng cấp này bao gồm việc tân trang để kéo dài tuổi thọ phục vụ, và trang bị mới hệ thống radar, ống phóng ngư lôi Mark 32, máy bay trực thăng DASH không người lái, và sonar độ sâu thay đổi (VDS variable depth sonar). Điểm khác biệt quan trọng là chúng không có tên lửa ASROC. Những chiếc FRAM II bao gồm sáu chiếc DDR và sáu chiếc DDE vốn được giữ lại những thiết bị chuyên dụng trong giai đoạn 1960-1961, cùng bốn chiếc DDR được cải biến thành DD và gần tương tự như FRAM II của lớp Allen M. Sumner trong giai đoạn 1962-1963. Những chiếc FRAM II giữ lại toàn bộ sáu khẩu pháo 5-inch, ngoại trừ những chiếc DDE giữ lại bốn khẩu pháo 5-inch cùng một bệ Hedgehog xoay được tại vị trí tháp pháo số 2. Mọi chiếc FRAM II giữ lại hai dàn Hedgehog cùng với tháp pháo 5-inch số 2 hay bệ Hedgehog xoay được. Bốn chiếc DDR cải biến thành DD trang bị hai dàn ống phóng ngư lôi 21-inch cho kiểu ngư lôi Mark 37. Hình ảnh của sáu chiếc DDR được giữ lại cho thấy không có sàn đáp cho DASH cũng như một sàn sau nhỏ hơn nhiều, gợi ý rằng chúng không mang theo máy bay trực thăng DASH.

## Những chiếc trong lớp
| Tên (số hiệu lườn)             | Xưởng đóng tàu                                                                 | Đặt lườn          | Hạ thủy           | Nhập biên chế     | FRAM I | FRAM II | Xuất biên chế     | Số phận                                                                                |
| ------------------------------ | ------------------------------------------------------------------------------ | ----------------- | ----------------- | ----------------- | ------ | ------- | ----------------- | -------------------------------------------------------------------------------------- |
| Gearing (DD-710)               | Federal Shipbuilding and Drydock Company, Newark, New Jersey                   | 10 tháng 8, 1944  | 18 tháng 2, 1945  | 3 tháng 5, 1945   | B      |         | 2 tháng 7, 1973   | Bán để tháo dỡ, 6 tháng 11, 1974                                                       |
| Eugene A. Greene (DD-711)      | Federal Shipbuilding and Drydock Company, Newark, New Jersey                   | 17 tháng 8, 1944  | 18 tháng 3, 1945  | 8 tháng 6, 1945   | B      |         | 31 tháng 8, 1972  | Chuyển cho Tây Ban Nha, 31 tháng 8, 1972                                               |
| Gyatt (DD-712)                 | Federal Shipbuilding and Drydock Company, Newark, New Jersey                   | 7 tháng 9, 1944   | 15 tháng 4, 1945  | 2 tháng 7, 1945   |        |         | 22 tháng 10, 1969 | Đánh chìm như mục tiêu, 11 tháng 6, 1970                                               |
| Kenneth D. Bailey (DD-713)     | Federal Shipbuilding and Drydock Company, Newark, New Jersey                   | 21 tháng 9, 1944  | 17 tháng 6, 1945  | 31 tháng 7, 1945  |        | *       | 20 tháng 1, 1970  | Bán cho Iran, 13 tháng 1, 1975, tháo dỡ làm nguồn phụ tùng                             |
| William R. Rush (DD-714)       | Federal Shipbuilding and Drydock Company, Newark, New Jersey                   | 19 tháng 10, 1944 | 8 tháng 7, 1945   | 21 tháng 9, 1945  | B      |         | 1 tháng 7, 1978   | Chuyển cho Hàn Quốc 1978; trở thành tàu bảo tàng 2000; tháo dỡ tháng 12, 2016          |
| William M. Wood (DD-715)       | Federal Shipbuilding and Drydock Company, Newark, New Jersey                   | 2 tháng 11, 1944  | 29 tháng 7, 1945  | 24 tháng 11, 1945 | B      |         | 1 tháng 12, 1976  | Đánh chìm như mục tiêu ngoài khơi Puerto Rico, tháng 3, 1983                           |
| Wiltsie (DD-716)               | Federal Shipbuilding and Drydock Company, Newark, New Jersey                   | 13 tháng 3, 1945  | 31 tháng 8, 1945  | 12 tháng 1, 1946  | B      |         | 23 tháng 1, 1976  | Bán cho Pakistan, 29 tháng 4, 1977                                                     |
| Theodore E. Chandler (DD-717)  | Federal Shipbuilding and Drydock Company, Newark, New Jersey                   | 23 tháng 4, 1945  | 20 tháng 10, 1945 | 22 tháng 3, 1946  | B      |         | 1 tháng 4, 1975   | Bán để tháo dỡ, 30 tháng 12, 1975                                                      |
| Hamner (DD-718)                | Federal Shipbuilding and Drydock Company, Newark, New Jersey                   | 25 tháng 4, 1945  | 24 tháng 11, 1945 | 12 tháng 7, 1946  | B      |         | 1 tháng 10, 1979  | Bán cho Đài Loan, 17 tháng 12, 1980                                                    |
| Epperson (DD-719)              | Federal Shipbuilding and Drydock Company, Newark, New Jersey                   | 20 tháng 6, 1945  | 22 tháng 12, 1945 | 19 tháng 3, 1949  | B      |         | 1 tháng 12, 1975  | Chuyển cho Pakistan, 29 tháng 4, 1977                                                  |
| Frank Knox (DD-742)            | Bath Iron Works, Bath, Maine                                                   | 8 tháng 5, 1944   | 17 tháng 9, 1944  | 11 tháng 12, 1944 |        | *       | 30 tháng 1, 1971  | Chuyển cho Hy Lạp, 3 tháng 2, 1971                                                     |
| Southerland (DD-743)           | Bath Iron Works, Bath, Maine                                                   | 27 tháng 5, 1944  | 5 tháng 10, 1944  | 22 tháng 12, 1944 | B      |         | 26 tháng 2, 1981  | Đánh chìm như mục tiêu, 2 tháng 8, 1997                                                |
| William C. Lawe (DD-763)       | Bethlehem Shipbuilding Corporation, San Francisco, California                  | 12 tháng 3, 1944  | 21 tháng 5, 1945  | 18 tháng 12, 1946 | B      |         | 1 tháng 10, 1983  | Đánh chìm như mục tiêu, 14 tháng 7, 1999                                               |
| Lloyd Thomas (DD-764)          | Bethlehem Shipbuilding Corporation, San Francisco, California                  | 26 tháng 3, 1944  | 5 tháng 10, 1945  | 21 tháng 3, 1947  |        | *       | 12 tháng 10, 1972 | Bán cho Đài Loan, 12 tháng 10, 1972                                                    |
| Keppler (DD-765)               | Bethlehem Shipbuilding Corporation, San Francisco, California                  | 23 tháng 4, 1944  | 24 tháng 6, 1946  | 23 tháng 5, 1947  |        | *       | 1 tháng 7, 1972   | Bán cho Thổ Nhĩ Kỳ                                                                     |
| Rowan (DD-782)                 | Todd Pacific Shipyards, Seattle, Washington                                    | 25 tháng 3, 1944  | 29 tháng 12, 1944 | 31 tháng 3, 1945  | B      |         | 18 tháng 12, 1975 | Mắc cạn và đắm đang khi kéo đi tháo dỡ, 22 tháng 8, 1977                               |
| Gurke (DD-783)                 | Todd Pacific Shipyards, Seattle, Washington                                    | 1 tháng 7, 1944   | 15 tháng 2, 1945  | 12 tháng 5, 1945  | B      |         | 30 tháng 1, 1976  | Chuyển cho Hy Lạp, 17 tháng 3, 1977                                                    |
| McKean (DD-784)                | Todd Pacific Shipyards, Seattle, Washington                                    | 15 tháng 9, 1944  | 31 tháng 3, 1945  | 9 tháng 6, 1945   | B      |         | 1 tháng 10, 1981  | Chuyển cho Thổ Nhĩ Kỳ, 2 tháng 11, 1982                                                |
| Henderson (DD-785)             | Todd Pacific Shipyards, Seattle, Washington                                    | 27 tháng 10, 1944 | 28 tháng 5, 1945  | 4 tháng 8, 1945   | B      |         | 30 tháng 9, 1980  | Bán cho Pakistan, 1 tháng 10, 1980                                                     |
| Richard B. Anderson (DD-786)   | Todd Pacific Shipyards, Seattle, Washington                                    | 1 tháng 12, 1944  | 7 tháng 7, 1945   | 26 tháng 10, 1945 | A      |         | 20 tháng 12, 1975 | Chuyển cho Đài Loan, 1 tháng 6, 1977                                                   |
| James E. Kyes (DD-787)         | Todd Pacific Shipyards, Seattle, Washington                                    | 27 tháng 12, 1944 | 4 tháng 8, 1945   | 8 tháng 2, 1946   | B      |         | 31 tháng 3, 1973  | Chuyển cho Đài Loan, 18 tháng 4, 1973                                                  |
| Hollister (DD-788)             | Todd Pacific Shipyards, Seattle, Washington                                    | 18 tháng 1, 1945  | 9 tháng 10, 1945  | 29 tháng 3, 1946  | B      |         | 31 tháng 8, 1979  | Chuyển cho Đài Loan, 3 tháng 3, 1983                                                   |
| Eversole (DD-789)              | Todd Pacific Shipyards, Seattle, Washington                                    | 28 tháng 2, 1945  | 8 tháng 1, 1946   | 10 tháng 5, 1946  | B      |         | 11 tháng 7, 1973  | Chuyển cho Thổ Nhĩ Kỳ, 11 tháng 7, 1973                                                |
| Shelton (DD-790)               | Todd Pacific Shipyards, Seattle, Washington                                    | 31 tháng 5, 1945  | 8 tháng 3, 1946   | 21 tháng 6, 1946  | A      |         | 31 tháng 3, 1973  | Bán cho Đài Loan, 18 tháng 4, 1973                                                     |
| Chevalier (DD-805)             | Bath Iron Works, Bath, Maine                                                   | 12 tháng 6, 1944  | 29 tháng 10, 1944 | 9 tháng 1, 1945   |        | *       | 5 tháng 7, 1972   | Chuyển cho Hàn Quốc, 5 tháng 7, 1972                                                   |
| Higbee (DD-806)                | Bath Iron Works, Bath, Maine                                                   | 26 tháng 6, 1944  | 13 tháng 11, 1944 | 27 tháng 1, 1945  | B      |         | 15 tháng 7, 1979  | Đánh chìm như mục tiêu, 24 tháng 4, 1986                                               |
| Benner (DD-807)                | Bath Iron Works, Bath, Maine                                                   | 10 tháng 7, 1944  | 30 tháng 11, 1944 | 13 tháng 2, 1945  |        | *       | 20 tháng 11, 1970 | Bán để tháo dỡ, 18 tháng 4, 1975                                                       |
| Dennis J. Buckley (DD-808)     | Bath Iron Works, Bath, Maine                                                   | 24 tháng 7, 1944  | 20 tháng 12, 1944 | 2 tháng 3, 1945   | B      |         | 2 tháng 7, 1973   | Bán để tháo dỡ, 29 tháng 4, 1974                                                       |
| Corry (DD-817)                 | Consolidated Steel Corporation, Orange, Texas                                  | 5 tháng 4, 1945   | 28 tháng 7, 1945  | 27 tháng 2, 1946  | B      |         | 27 tháng 2, 1981  | Chuyển cho Hy Lạp, 8 tháng 7, 1981                                                     |
| New (DD-818)                   | Consolidated Steel Corporation, Orange, Texas                                  | 14 tháng 4, 1945  | 18 tháng 8, 1945  | 5 tháng 4, 1946   | B      |         | 1 tháng 7, 1976   | Chuyển cho Hàn Quốc, 23 tháng 2, 1977                                                  |
| Holder (DD-819)                | Consolidated Steel Corporation, Orange, Texas                                  | 23 tháng 4, 1945  | 25 tháng 8, 1945  | 18 tháng 5, 1946  | B      |         | 1 tháng 10, 1976  | Chuyển cho Ecuador, 23 tháng 2, 1977                                                   |
| Rich (DD-820)                  | Consolidated Steel Corporation, Orange, Texas                                  | 16 tháng 5, 1945  | 5 tháng 10, 1945  | 3 tháng 7, 1946   | B      |         | 10 tháng 11, 1977 | Bán để tháo dỡ, 5 tháng 12, 1979                                                       |
| Johnston (DD-821)              | Consolidated Steel Corporation, Orange, Texas                                  | 26 tháng 3, 1945  | 10 tháng 10, 1945 | 23 tháng 8, 1946  | B      |         | 27 tháng 2, 1981  | Chuyển cho Đài Loan, 27 tháng 2, 1981                                                  |
| Robert H. McCard (DD-822)      | Consolidated Steel Corporation, Orange, Texas                                  | 20 tháng 6, 1945  | 9 tháng 11, 1945  | 23 tháng 10, 1946 | B      |         | 5 tháng 6, 1980   | Chuyển cho Thổ Nhĩ Kỳ, 5 tháng 6, 1980                                                 |
| Samuel B. Roberts (DD-823)     | Consolidated Steel Corporation, Orange, Texas                                  | 27 tháng 6, 1945  | 30 tháng 11, 1945 | 22 tháng 12, 1946 | B      |         | 2 tháng 11, 1970  | Đánh chìm như mục tiêu, 14 tháng 11, 1971                                              |
| Basilone (DD-824)              | Consolidated Steel Corporation, Orange, Texas                                  | 7 tháng 7, 1945   | 21 tháng 12, 1945 | 26 tháng 7, 1949  | B      |         | 1 tháng 11, 1977  | Đánh chìm trong thực tập, 9 tháng 4, 1982                                              |
| Carpenter (DD-825)             | Consolidated Steel Corporation, Orange, Texas                                  | 30 tháng 7, 1945  | 28 tháng 9, 1945  | 15 tháng 12, 1949 | B      |         | 20 tháng 2, 1981  | Chuyển cho Thổ Nhĩ Kỳ, 20 tháng 2, 1981                                                |
| Agerholm (DD-826)              | Bath Iron Works, Bath, Maine                                                   | 10 tháng 9, 1945  | 30 tháng 3, 1946  | 20 tháng 6, 1946  | A      |         | 1 tháng 12, 1978  | Đánh chìm như mục tiêu, 18 tháng 7, 1982                                               |
| Robert A. Owens (DD-827)       | Bath Iron Works, Bath, Maine                                                   | 29 tháng 10, 1945 | 15 tháng 7, 1946  | 5 tháng 11, 1949  | B      |         | 16 tháng 2, 1982  | Chuyển cho Thổ Nhĩ Kỳ, 16 tháng 2, 1982                                                |
| Timmerman (DD-828)             | Bath Iron Works, Bath, Maine                                                   | 1 tháng 10, 1945  | 19 tháng 5, 1951  | 26 tháng 9, 1952  |        |         | 27 tháng 7, 1956  | Bán để tháo dỡ, 21 tháng 4, 1959                                                       |
| Myles C. Fox (DD-829)          | Bath Iron Works, Bath, Maine                                                   | 14 tháng 8, 1944  | 13 tháng 1, 1945  | 20 tháng 3, 1945  | B      |         | 1 tháng 10, 1979  | Chuyển cho Hy Lạp để làm nguồn phụ tùng, 2 tháng 8, 1980                               |
| Everett F. Larson (DD-830)     | Bath Iron Works, Bath, Maine                                                   | 4 tháng 9, 1944   | 28 tháng 1, 1945  | 6 tháng 4, 1945   |        | *       | 30 tháng 10, 1972 | Chuyển cho Hàn Quốc, 30 tháng 10, 1972                                                 |
| Goodrich (DD-831)              | Bath Iron Works, Bath, Maine                                                   | 18 tháng 9, 1944  | 25 tháng 2, 1945  | 24 tháng 4, 1945  |        | *       | 30 tháng 11, 1969 | Bán để tháo dỡ, 12 tháng 9, 1977                                                       |
| Hanson (DD-832)                | Bath Iron Works, Bath, Maine                                                   | 7 tháng 10, 1944  | 11 tháng 3, 1945  | 11 tháng 5, 1945  | B      |         | 31 tháng 3, 1973  | Chuyển cho Đài Loan, 18 tháng 4, 1973                                                  |
| Herbert J. Thomas (DD-833)     | Bath Iron Works, Bath, Maine                                                   | 30 tháng 10, 1944 | 25 tháng 3, 1945  | 29 tháng 5, 1945  | B      |         | 4 tháng 12, 1970  | Chuyển cho Đài Loan, 1 tháng 6, 1974                                                   |
| Turner (DD-834)                | Bath Iron Works, Bath, Maine                                                   | 13 tháng 11, 1944 | 8 tháng 4, 1945   | 12 tháng 6, 1945  |        | *       | 26 tháng 9, 1969  | Bán để tháo dỡ, 13 tháng 10, 1970                                                      |
| Charles P. Cecil (DD-835)      | Bath Iron Works, Bath, Maine                                                   | 2 tháng 12, 1944  | 2 tháng 4, 1945   | 29 tháng 6, 1945  | B      |         | 1 tháng 10, 1979  | Bán cho Hy Lạp, 8 tháng 8, 1980                                                        |
| George K. MacKenzie (DD-836)   | Bath Iron Works, Bath, Maine                                                   | 21 tháng 12, 1944 | 13 tháng 5, 1945  | 13 tháng 7, 1945  | B      |         | 30 tháng 9, 1976  | Đánh chìm như mục tiêu, 15 tháng 10, 1976                                              |
| Sarsfield (DD-837)             | Bath Iron Works, Bath, Maine                                                   | 15 tháng 1, 1945  | 27 tháng 5, 1945  | 31 tháng 7, 1945  | B      |         | 1 tháng 10, 1977  | Chuyển cho Đài Loan, 1 tháng 10, 1977; hiện là tàu bảo tàng tại cảng An Bình, Đài Nam. |
| Ernest G. Small (DD-838)       | Bath Iron Works, Bath, Maine                                                   | 30 tháng 1, 1945  | 14 tháng 6, 1945  | 21 tháng 8, 1945  |        | *       | 13 tháng 11, 1970 | Chuyển cho Đài Loan, 13 tháng 4, 1971                                                  |
| Power (DD-839)                 | Bath Iron Works, Bath, Maine                                                   | 26 tháng 2, 1945  | 30 tháng 6, 1945  | 13 tháng 9, 1945  | B      |         | 1 tháng 10, 1977  | Bán cho Đài Loan, 1 tháng 10, 1977                                                     |
| Glennon (DD-840)               | Bath Iron Works, Bath, Maine                                                   | 12 tháng 3, 1945  | 14 tháng 7, 1945  | 4 tháng 10, 1945  | B      |         | 1 tháng 10, 1976  | Đánh chìm như mục tiêu, 26 tháng 2, 1981                                               |
| Noa (DD-841)                   | Bath Iron Works, Bath, Maine                                                   | 26 tháng 3, 1945  | 30 tháng 7, 1945  | 2 tháng 11, 1945  | A      |         | 31 tháng 10, 1973 | Chuyển cho Tây Ban Nha, 31 tháng 10, 1973; bán, 17 tháng 5, 1978                       |
| Fiske (DD-842)                 | Bath Iron Works, Bath, Maine                                                   | 9 tháng 4, 1945   | 8 tháng 9, 1945   | 28 tháng 11, 1945 | B      |         | 5 tháng 6, 1980   | Chuyển cho Thổ Nhĩ Kỳ, 5 tháng 6, 1980                                                 |
| Warrington (DD-843)            | Bath Iron Works, Bath, Maine                                                   | 23 tháng 4, 1945  | 27 tháng 9, 1945  | 20 tháng 12, 1945 | B      |         | 30 tháng 9, 1972  | Chuyển cho Đài Loan, 24 tháng 4, 1973, tháo dỡ làm nguồn phụ tùng                      |
| Perry (DD-844)                 | Bath Iron Works, Bath, Maine                                                   | 14 tháng 5, 1945  | 25 tháng 10, 1945 | 17 tháng 1, 1946  | A      |         | 1 tháng 7, 1973   | Bán để tháo dỡ, 24 tháng 6, 1974                                                       |
| Bausell (DD-845)               | Bath Iron Works, Bath, Maine                                                   | 28 tháng 5, 1945  | 19 tháng 11, 1945 | 7 tháng 2, 1946   | A      |         | 30 tháng 5, 1978  | Đánh chìm như mục tiêu, 17 tháng 7, 1987                                               |
| Ozbourn (DD-846)               | Bath Iron Works, Bath, Maine                                                   | 16 tháng 6, 1945  | 22 tháng 12, 1945 | 5 tháng 3, 1946   | B      |         | 30 tháng 5, 1975  | Bán để tháo dỡ, 1 tháng 12, 1975                                                       |
| Robert L. Wilson (DD-847)      | Bath Iron Works, Bath, Maine                                                   | 2 tháng 7, 1945   | 5 tháng 1, 1946   | 28 tháng 3, 1946  | B      |         | 30 tháng 9, 1974  | Đánh chìm như mục tiêu, 1 tháng 3, 1980                                                |
| Witek (DD-848)                 | Bath Iron Works, Bath, Maine                                                   | 16 tháng 7, 1945  | 2 tháng 2, 1946   | 23 tháng 4, 1946  |        |         | 19 tháng 8, 1968  | Đánh chìm như mục tiêu, 4 tháng 7, 1969                                                |
| Richard E. Kraus (DD-849)      | Bath Iron Works, Bath, Maine                                                   | 31 tháng 7, 1945  | 2 tháng 3, 1946   | 23 tháng 5, 1946  | B      |         | 1 tháng 7, 1976   | Chuyển cho Hàn Quốc, 23 tháng 2, 1977                                                  |
| Joseph P. Kennedy Jr. (DD-850) | Bethlehem Shipbuilding Corporation, Fore River Shipyard, Quincy, Massachusetts | 2 tháng 4, 1945   | 26 tháng 7, 1945  | 15 tháng 12, 1945 | B      |         | 2 tháng 7, 1973   | Tàu bảo tàng tại Battleship Cove                                                       |
| Rupertus (DD-851)              | Bethlehem Shipbuilding Corporation, Fore River Shipyard, Quincy, Massachusetts | 2 tháng 5, 1945   | 21 tháng 9, 1945  | 8 tháng 3, 1946   | B      |         | 10 tháng 7, 1973  | Chuyển cho Hy Lạp, 10 tháng 7, 1973                                                    |
| Leonard F. Mason (DD-852)      | Bethlehem Shipbuilding Corporation, Fore River Shipyard, Quincy, Massachusetts | 2 tháng 5, 1945   | 4 tháng 1, 1946   | 28 tháng 6, 1946  | B      |         | 2 tháng 11, 1976  | Bán cho Đài Loan, 10 tháng 3, 1978                                                     |
| Charles H. Roan (DD-853)       | Bethlehem Shipbuilding Corporation, Fore River Shipyard, Quincy, Massachusetts | 2 tháng 4, 1945   | 15 tháng 3, 1946  | 12 tháng 9, 1946  | B      |         | 21 tháng 9, 1973  | Chuyển cho Thổ Nhĩ Kỳ, 21 tháng 9, 1973                                                |
| Fred T. Berry (DD-858)         | Bethlehem Shipbuilding Corporation, San Pedro, California                      | 16 tháng 7, 1944  | 28 tháng 1, 1945  | 12 tháng 5, 1945  |        | *       | 15 tháng 9, 1970  | Đánh chìm như dãi san hô nhân tạo, 14 tháng 5, 1972                                    |
| Norris (DD-859)                | Bethlehem Shipbuilding Corporation, San Pedro, California                      | 29 tháng 8, 1944  | 25 tháng 2, 1945  | 9 tháng 6, 1945   |        | *       | 4 tháng 12, 1970  | Chuyển cho Thổ Nhĩ Kỳ, 1 tháng 7, 1974                                                 |
| McCaffery (DD-860)             | Bethlehem Shipbuilding Corporation, San Pedro, California                      | 1 tháng 10, 1944  | 12 tháng 4, 1945  | 26 tháng 7, 1945  |        | *       | 30 tháng 9, 1973  | Bán để tháo dỡ, 11 tháng 6, 1974                                                       |
| Harwood (DD-861)               | Bethlehem Shipbuilding Corporation, San Pedro, California                      | 29 tháng 10, 1944 | 22 tháng 5, 1945  | 28 tháng 9, 1945  |        | *       | 1 tháng 2, 1971   | Bán cho Thổ Nhĩ Kỳ, 17 tháng 12, 1973                                                  |
| Vogelgesang (DD-862)           | Bethlehem Steel Corporation, Staten Island, New York                           | 3 tháng 8, 1944   | 15 tháng 1, 1945  | 28 tháng 4, 1945  | B      |         | 24 tháng 2, 1982  | Bán cho Mexico, 24 tháng 2, 1982                                                       |
| Steinaker (DD-863)             | Bethlehem Steel Corporation, Staten Island, New York                           | 1 tháng 9, 1944   | 13 tháng 2, 1945  | 26 tháng 5, 1945  | B      |         | 24 tháng 2, 1982  | Bán cho Mexico, 24 tháng 2, 1982                                                       |
| Harold J. Ellison (DD-864)     | Bethlehem Steel Corporation, Staten Island, New York                           | 3 tháng 10, 1944  | 14 tháng 3, 1945  | 23 tháng 6, 1945  | B      |         | 1 tháng 10, 1983  | Chuyển cho Pakistan, 1 tháng 10, 1983                                                  |
| Charles R. Ware (DD-865)       | Bethlehem Steel Corporation, Staten Island, New York                           | 1 tháng 11, 1944  | 12 tháng 4, 1945  | 21 tháng 7, 1945  | B      |         | 30 tháng 11, 1974 | Đánh chìm như mục tiêu 15 tháng 11, 1981                                               |
| Cone (DD-866)                  | Bethlehem Steel Corporation, Staten Island, New York                           | 30 tháng 11, 1944 | 10 tháng 5, 1945  | 18 tháng 8, 1945  | B      |         | 1 tháng 10, 1982  | Chuyển cho Pakistan, 1 tháng 10, 1982                                                  |
| Stribling (DD-867)             | Bethlehem Steel Corporation, Staten Island, New York                           | 15 tháng 1, 1945  | 8 tháng 6, 1945   | 29 tháng 9, 1945  | A      |         | 1 tháng 7, 1976   | Đánh chìm như mục tiêu, 27 tháng 7, 1980                                               |
| Brownson (DD-868)              | Bethlehem Steel Corporation, Staten Island, New York                           | 13 tháng 2, 1945  | 7 tháng 7, 1945   | 17 tháng 11, 1945 | B      |         | 30 tháng 9, 1976  | Bán để tháo dỡ, 10 tháng 6, 1977                                                       |
| Arnold J. Isbell (DD-869)      | Bethlehem Steel Corporation, Staten Island, New York                           | 14 tháng 3, 1945  | 6 tháng 8, 1945   | 5 tháng 1, 1946   | B      |         | 4 tháng 12, 1973  | Bán cho Hy Lạp, 4 tháng 12, 1973                                                       |
| Fechteler (DD-870)             | Bethlehem Steel Corporation, Staten Island, New York                           | 12 tháng 4, 1945  | 19 tháng 9, 1945  | 2 tháng 3, 1946   | B      |         | 11 tháng 9, 1970  | Bán để tháo dỡ, 28 tháng 6, 1972                                                       |
| Damato (DD-871)                | Bethlehem Steel Corporation, Staten Island, New York                           | 10 tháng 5, 1945  | 21 tháng 11, 1945 | 27 tháng 4, 1946  | B      |         | 30 tháng 9, 1980  | Chuyển cho Pakistan, 1 tháng 10, 1980                                                  |
| Forrest Royal (DD-872)         | Bethlehem Steel Corporation, Staten Island, New York                           | 8 tháng 6, 1945   | 17 tháng 1, 1946  | 29 tháng 6, 1946  | B      |         | 27 tháng 3, 1971  | Bán cho Thổ Nhĩ Kỳ, 27 tháng 3, 1971                                                   |
| Hawkins (DD-873)               | Consolidated Steel Corporation, Orange, Texas                                  | 14 tháng 5, 1944  | 7 tháng 10, 1944  | 10 tháng 2, 1945  | B      |         | 1 tháng 10, 1979  | Bán cho Đài Loan, 17 tháng 3, 1983                                                     |
| Duncan (DD-874)                | Consolidated Steel Corporation, Orange, Texas                                  | 22 tháng 5, 1944  | 27 tháng 10, 1944 | 25 tháng 2, 1945  |        | *       | 15 tháng 1, 1971  | Đánh chìm như mục tiêu, 31 tháng 7, 1980                                               |
| Henry W. Tucker (DD-875)       | Consolidated Steel Corporation, Orange, Texas                                  | 29 tháng 5, 1944  | 8 tháng 11, 1944  | 12 tháng 3, 1945  | B      |         | 3 tháng 12, 1973  | Chuyển cho Brazil, 3 tháng 12, 1973                                                    |
| Rogers (DD-876)                | Consolidated Steel Corporation, Orange, Texas                                  | 3 tháng 6, 1944   | 20 tháng 11, 1944 | 26 tháng 3, 1945  | B      |         | 1 tháng 10, 1980  | Chuyển cho Hàn Quốc, 25 tháng 7, 1981                                                  |
| Perkins (DD-877)               | Consolidated Steel Corporation, Orange, Texas                                  | 19 tháng 6, 1944  | 7 tháng 12, 1944  | 4 tháng 4, 1945   |        | *       | 15 tháng 1, 1973  | Chuyển cho Argentina, 15 tháng 1, 1973                                                 |
| Vesole (DD-878)                | Consolidated Steel Corporation, Orange, Texas                                  | 3 tháng 7, 1944   | 29 tháng 12, 1944 | 23 tháng 4, 1945  | B      |         | 1 tháng 12, 1976  | Đánh chìm như mục tiêu, 14 tháng 4, 1983                                               |
| Leary (DD-879)                 | Consolidated Steel Corporation, Orange, Texas                                  | 11 tháng 8, 1944  | 20 tháng 1, 1945  | 7 tháng 5, 1945   | B      |         | 31 tháng 10, 1973 | Chuyển cho Tây Ban Nha, 17 tháng 5, 1978                                               |
| Dyess (DD-880)                 | Consolidated Steel Corporation, Orange, Texas                                  | 17 tháng 8, 1944  | 26 tháng 1, 1945  | 21 tháng 5, 1945  | B      |         | 27 tháng 1, 1981  | Bán cho Hy Lạp, 8 tháng 7, 1981, tháo dỡ làm nguồn phụ tùng                            |
| Bordelon (DD-881)              | Consolidated Steel Corporation, Orange, Texas                                  | 9 tháng 9, 1944   | 3 tháng 3, 1945   | 5 tháng 6, 1945   | B      |         | 1 tháng 2, 1977   | Chuyển cho Iran, 1 tháng 7, 1977                                                       |
| Furse (DD-882)                 | Consolidated Steel Corporation, Orange, Texas                                  | 23 tháng 9, 1944  | 9 tháng 3, 1945   | 10 tháng 7, 1945  | B      |         | 31 tháng 8, 1972  | Loaned to Tây Ban Nha, 1972; Sold, 17 tháng 5, 1978                                    |
| Newman K. Perry (DD-883)       | Consolidated Steel Corporation, Orange, Texas                                  | 10 tháng 10, 1944 | 17 tháng 3, 1945  | 26 tháng 7, 1945  | B      |         | 27 tháng 2, 1981  | Chuyển cho Hàn Quốc, 27 tháng 2, 1981                                                  |
| Floyd B. Parks (DD-884)        | Consolidated Steel Corporation, Orange, Texas                                  | 30 tháng 10, 1944 | 31 tháng 3, 1945  | 31 tháng 7, 1945  | B      |         | 2 tháng 7, 1973   | Bán để tháo dỡ, 1 tháng 4, 1974                                                        |
| John R. Craig (DD-885)         | Consolidated Steel Corporation, Orange, Texas                                  | 17 tháng 11, 1944 | 14 tháng 4, 1945  | 20 tháng 8, 1945  | B      |         | 27 tháng 7, 1979  | Đánh chìm như mục tiêu, 17 tháng 6, 1980                                               |
| Orleck (DD-886)                | Consolidated Steel Corporation, Orange, Texas                                  | 28 tháng 11, 1944 | 12 tháng 5, 1945  | 15 tháng 9, 1945  | B      |         | 1 tháng 10, 1982  | Chuyển cho Thổ Nhĩ Kỳ, 1 tháng 10, 1982                                                |
| Brinkley Bass (DD-887)         | Consolidated Steel Corporation, Orange, Texas                                  | 20 tháng 12, 1944 | 26 tháng 5, 1945  | 1 tháng 10, 1945  | B      |         | 3 tháng 12, 1973  | Chuyển cho Brazil, 3 tháng 12, 1973                                                    |
| Stickell (DD-888)              | Consolidated Steel Corporation, Orange, Texas                                  | 5 tháng 1, 1945   | 16 tháng 6, 1945  | 31 tháng 10, 1945 | B      |         | 1 tháng 7, 1972   | Chuyển cho Hy Lạp, 1 tháng 7, 1972                                                     |
| O'Hare (DD-889)                | Consolidated Steel Corporation, Orange, Texas                                  | 27 tháng 1, 1945  | 22 tháng 6, 1945  | 29 tháng 11, 1945 | B      |         | 31 tháng 10, 1973 | Chuyển cho Tây Ban Nha, 31 tháng 10, 1973; bán, 17 tháng 5, 1978                       |
| Meredith (DD-890)              | Consolidated Steel Corporation, Orange, Texas                                  | 27 tháng 1, 1945  | 28 tháng 6, 1945  | 31 tháng 12, 1945 | A      |         | 29 tháng 6, 1979  | Chuyển cho Thổ Nhĩ Kỳ, 29 tháng 6, 1979                                                |